# Leptocentrus bos
Leptocentrus bos är en insektsart som beskrevs av Victor Antoine Signoret. Leptocentrus bos ingår i släktet Leptocentrus och familjen hornstritar. Inga underarter finns listade i Catalogue of Life.